# Goniothalamus puncticulifolius
Goniothalamus puncticulifolius är en kirimojaväxtart som beskrevs av Elmer Drew Merrill. Goniothalamus puncticulifolius ingår i släktet Goniothalamus och familjen kirimojaväxter. Inga underarter finns listade i Catalogue of Life.